# Didymocarpus wattianus
Didymocarpus wattianus är en tvåhjärtbladig växtart som beskrevs av William Grant Craib. Didymocarpus wattianus ingår i släktet Didymocarpus och familjen Gesneriaceae. Inga underarter finns listade i Catalogue of Life.